# Amara neomexicana
Amara neomexicana är en skalbaggsart som beskrevs av Thomas Casey. Amara neomexicana ingår i släktet Amara och familjen jordlöpare. Inga underarter finns listade i Catalogue of Life.